# Werner Honsberg
Werner Honsberg (Eberswalde, 15 de Fevereiro de 1914 - 28 de Outubro de 2008, Estugarda) foi um piloto alemão da Luftwaffe durante a Segunda Guerra Mundial. Voou cerca de 900 missões de combate, nas quais destruiu 30 tanques, um comboio blindado, 2 cargueiros e ainda danificou um cruzador soviético. Foi condecorado com a Cruz Germânica em ouro e com a Cruz de Cavaleiro da Cruz de Ferro.